# Pilot und Flugzeug

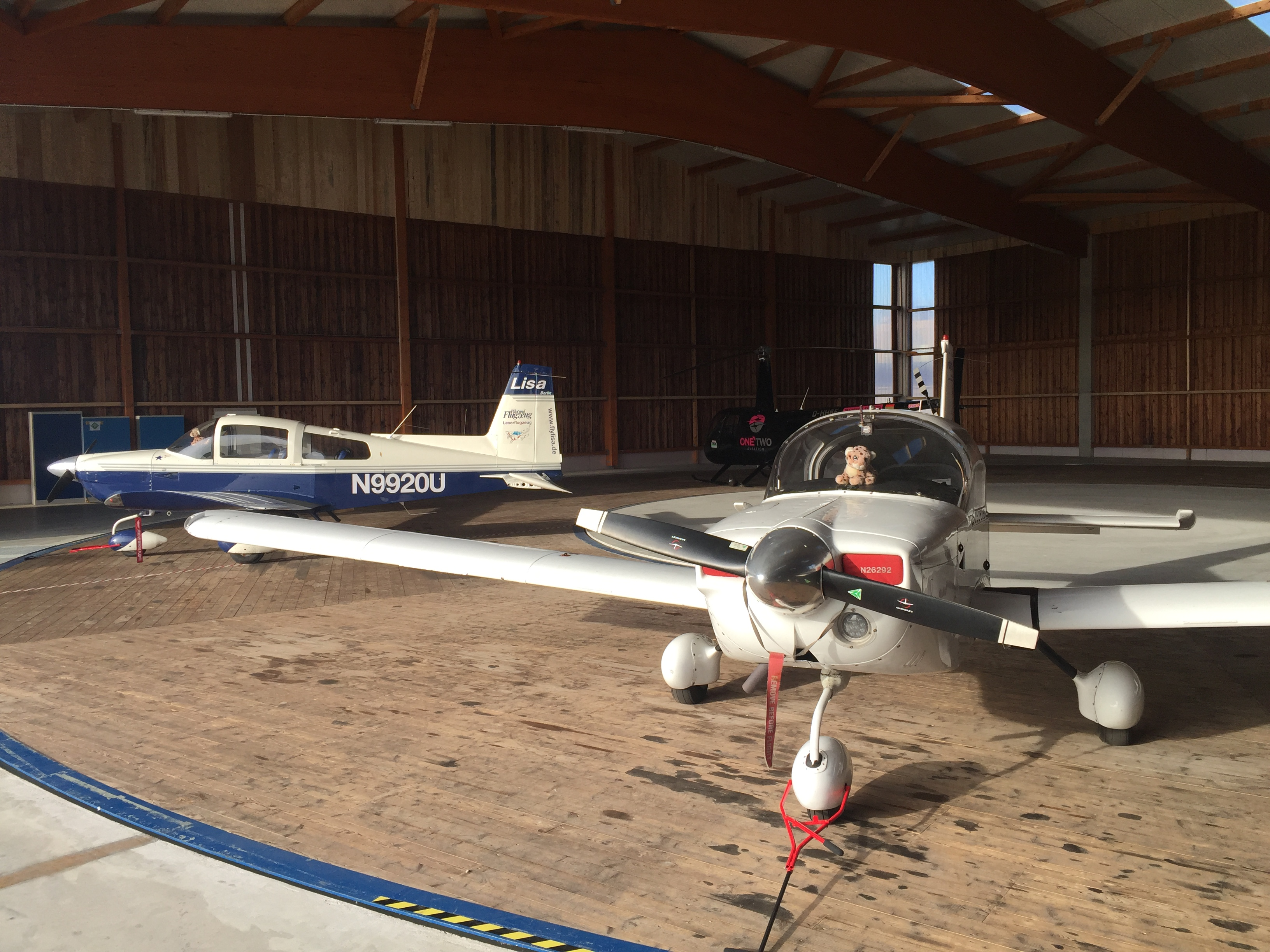
Die beiden früheren Leserflugzeuge Lisa A und Lisa B in der Halle in Egelsbach, 2016

Pilot und Flugzeug ist ein deutschsprachiges Luftfahrtmagazin, das sich auf die Allgemeine Luftfahrt spezialisiert hat. Die monatlich erscheinende Fachzeitschrift richtet sich an Piloten und Luftfahrtinteressierte.

## Geschichte
Das Magazin wurde 1980 von Heiko Teegen gegründet. Nach seinem Tod im Sommer 2003 übernahm Jan Brill die Position des Chefredakteurs und führt seitdem die redaktionelle Linie des Magazins fort. Der Verlagssitz befand sich ursprünglich in Straubing, später in Egelsbach und Mainz. Seit 2023 ist der Verlag in Friedberg ansässig.

## Konzept
Das Magazin verfolgt laut eigenen Aussagen einen redaktionellen Ansatz des „engagierten Journalismus aus Sicht des eigenen Cockpits“ und berichtet über praktische Aspekte der Fliegerei sowie aktuelle Entwicklungen in der Luftfahrt. Dabei behandelt die Zeitschrift verschiedene Themenbereiche, wie Technik (z. B. Avionik, Wartung, Flugzeugbau), Luftrecht, Flugsicherung, Reiseberichte und Unfallanalysen.

## Leserreisen und Leserflugzeug
Eine Besonderheit des Magazins sind die seit den 1990er Jahren organisierten Leserreisen. Diese Gruppenflüge werden vom Redaktionsteam geplant und durchgeführt und führen die teilnehmenden Piloten mit eigenen oder gecharterten Flugzeugen an Reiseziele in der ganzen Welt.
Von 2009 bis 2023 betrieb das Magazin zudem das Projekt „Leserflugzeug“, bei dem den Lesern der Zeitschrift die Möglichkeit geboten wurde, ein Flugzeug (zunächst eine Grumman AA5A mit dem Kennzeichen N26292, genannt „Lisa“) zum Selbstkostenpreis zu chartern. Die Maschine absolvierte zwischen 400 und 500 Flugstunden pro Jahr im Charterbetrieb. Aufgrund der hohen Nachfrage wurde 2012 eine zweite Grumman AA5A (N9920U) in die Flotte aufgenommen, die zuerst in Schönhagen bei Berlin, dann aber in Mainz stationiert wurde. Im Mai 2023 wurde das Programm mit den beiden Grumman-Flugzeugen aufgrund von Personalmangel eingestellt.

## Im Internet
Die Website des Luftfahrtmagazins bietet ein Forum, das täglich von mehr als 7000 Piloten im deutschsprachigen Raum besucht wird und als Anlaufstelle für Fragen um die allgemeine Luftfahrt dient. Das Forum umfasste Stand Dezember 2024 über 9000 Diskussionen (Threads) in folgenden Themenbereichen:
- An- und Verkauf
- Avionik
- Luftrecht und Behörden
- IFR & ATC
- Wartung
- Flugzeugkauf
- Unfälle und Zwischenfälle
- Events
- Flugzeugbau
- Leserflugzeug

Zusätzlich umfasst das Online-Angebot einen digitalen Shop, ein Archiv vergangener Ausgaben, eine eigene Approved Training Organization (ATO) und einen Track-Service für Flugverfolgung.